# Artère du sinus du tarse
 (septembre 2016).
Si vous disposez d'ouvrages ou d'articles de référence ou si vous connaissez des sites web de qualité traitant du thème abordé ici, merci de compléter l'article en donnant les références utiles à sa vérifiabilité et en les liant à la section « Notes et références ».
L'artère du sinus du tarse est une artère amenant du sang oxygéné vers la face latérale du talus. C'est une artère terminale qui pénètre dans le ligament talo-calcanéen (ou ligament en haie) avant de s'épuiser dans le sinus du tarse (ou sinus tarsi) représentant le seul point de vascularisation de celui-ci.
On compte une artère du sinus du tarse droite et gauche. 
Elle revêt une grande importance du fait de l'absence d'insertion musculaire sur le talus en faisant l'unique suppléance de la face latérale du talus. L'atteinte ischémique de celle-ci est responsable d'ostéonécrose du sinus tarsi entraînant une impotence fonctionnelle.
Elle est issue de l'artère tibiale antérieure.